# Quesnel

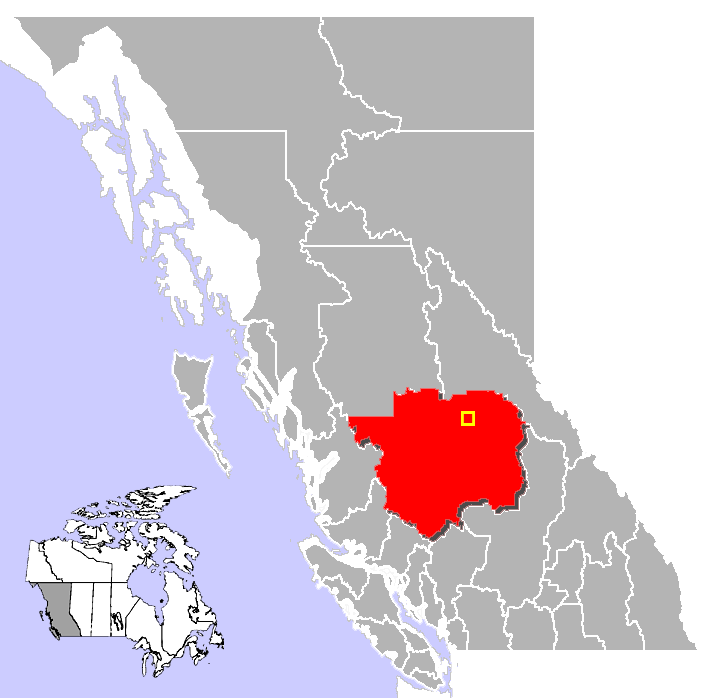
Stadens läge i British Columbia.

Quesnel är en mindre stad i Cariboo District i British Columbia, Kanada. Den ligger mittemellan Prince George och Williams Lake, och ligger längs huvudvägen till norra British Columbia och Yukon. Tillsammans med Nome i Alaska hävdar staden hysa världens största vaskpanna. Staden hade 2006 9.326 invånare. Quesnel Airport ligger nära staden.